# Институт радиобиологии НАН Беларуси
Институт радиобиологии Национальной академии наук Беларуси  (ИРБ НАНБ) — государственное научное учреждение Национальной академии наук Беларуси в г. Гомеле. При Институте открыта аспирантура по специальности «Радиобиология».

## История
- 1987 год — для научного решения проблем, связанных с ликвидацией последствий аварии на Чернобыльской АЭС на базе сектора геронтологии Академии наук БССР создан Институт радиобиологии. Постановлением Совета Министров БССР № 273-20 от 19 августа 1987 г. институт утвержден головной организацией в республике по решению научных проблем, связанных с ликвидацией последствий аварии на Чернобыльской АЭС.
- 2003 год — во исполнение поручения Президента Республики Беларусь Институт радиобиологии НАН Беларуси переведен из г. Минска в г. Гомель.

## Основные направления исследований
- изучение механизма действия ионизирующей радиации на регуляцию метаболизма и функциональное состояние важнейших систем организма с целью разработки методов повышения его устойчивости
- изучение закономерностей накопления и выведения из организма радионуклидов и создание способов воздействия на эти процессы
- оценка влияния радиационно-экологической обстановки на жизнедеятельность организма

## Лаборатории в составе Института
- Лаборатория устойчивости биологических систем
- Лаборатория радиоэкологии
- Лаборатория агроэкологии и массовых анализов
- Лаборатория производства экологически безопасной продукции животноводства в условиях техногенного загрязнения территорий

## Известные учёные
- Конопля Евгений Федорович — академик Национальной академии наук Беларуси, Заслуженный деятель науки Республики Беларусь
- Маленченко Александр Федорович[1] — доктор медицинских наук, первый заведующий лаборатории комбинированных воздействий Института радиобиологии НАН Беларуси.
- Лобанок Леонид Михайлович[2]  — доктор медицинских наук, профессор, заведующий лабораторией физиологии, в 1996 году избран членом-корреспондентом НАН Беларуси.
- Наумов Александр Дмитриевич[3] — доктор биологических наук, профессор.
- Ролевич Игорь Викторович — доктор биологических наук, профессор.
- Амвросьев Александр Петрович — доктор медицинских наук, профессор.
- Багель Иван Максимович[4]  — доктор медицинских наук, доцент, заведующий лабораторией эндокринологии.